# 房陵郡
房陵郡，中国古代的郡。

## 三國房陵郡
东汉建安末年，在汉中郡房陵县置房陵郡，治所在房陵县（今湖北省房县）。曾为蒯祺所守，但蒯祺所属势力不详，刘备部将孟达杀之，后刘备改任邓辅为太守。孙权与曹操结盟后一度派陆逊袭取房陵郡，邓辅不敌。三国曹魏黄初元年（220年）为曹魏所有，与上庸郡合为新城郡。

## 隋唐房陵郡
隋朝大业二年（606年）改房州复置房陵郡，治所在光迁县（今湖北省房县），辖境相当今湖北房县、竹山、竹溪、保康及神农架林区北部地。唐朝改为房州，天宝元年（742年），房州改为房陵郡。至德元年（758年），复为房州。
唐朝房陵郡太守
- 王焘（天宝年间）
- 韦良宰（至德年间）
- 李国贞（757年—758年）